# Chris Mullin (Basketballspieler)
Christopher Paul Mullin (* 30. Juli 1963 in Queens, New York) ist ein ehemaliger US-amerikanischer Basketballspieler, der zwischen 1985 und 2001 in der nordamerikanischen Profiliga NBA bei den Golden State Warriors und Indiana Pacers aktiv war. Mullin ist 2,01 Meter groß und lief meist als Small Forward auf. Er wurde im NBA-Draft 1985 an siebter Stelle ausgewählt.
Bereits 1984 wurde er mit der US-Amateurmannschaft Olympiasieger bei den Olympischen Spielen in Los Angeles.

## Karriere

### Spieler
Mullin wurde im Jahr 1985 in der ersten Runde des NBA-Drafts an 7. Stelle von den Golden State Warriors ausgewählt. Für diese war er bis 1997 aktiv sowie in der Saison 2000/01. In dieser Zeit wurde er zwischen 1989 und 1993 fünfmal in das NBA All-Star Game berufen.
Während seiner Zeit war Mullin ein sehr guter Scorer und erzielte in fünf aufeinanderfolgenden Spielzeiten je 25 Punkte im Schnitt. Als Mitglied des Dream Teams gewann er 1992 bei den Olympischen Spielen in Barcelona erneut Gold. Nach seiner Zeit bei den Warriors spielte er für die Indiana Pacers, wo er an der Seite von Reggie Miller und Jalen Rose 2000 die NBA-Finals erreichte, aufgrund seines Alters jedoch eine untergeordnete Rolle spielte. 2000 kehrte er nochmal für eine Saison zu den Warriors zurück. Er beendete seine Karriere mit 17.911 erzielten Punkten. 2011 wurde er in die Naismith Memorial Basketball Hall of Fame aufgenommen. Am 19. März zogen die Warriors zu Mullins Ehren die Trikotnummer 17 zurück.

### Trainer und Manager
Von 2004 bis 2009 stand Mullin als Manager bei den Golden State Warriors unter Vertrag. Zwischen 2015 und 2019 war er als Trainer bei der College-Basketball-Mannschaft der St. John’s University tätig.